# 卜内门
卜内门洋行 (Brunner Mond (UK) Limited)是世界近代史上著名的化学工业公司，曾长期垄断中国化工市场。 

## 历史
1873年作为一家合伙企业由约翰·布伦纳与路德维希·蒙德组建。1874年开始生产纯碱。1881年改为有限公司。

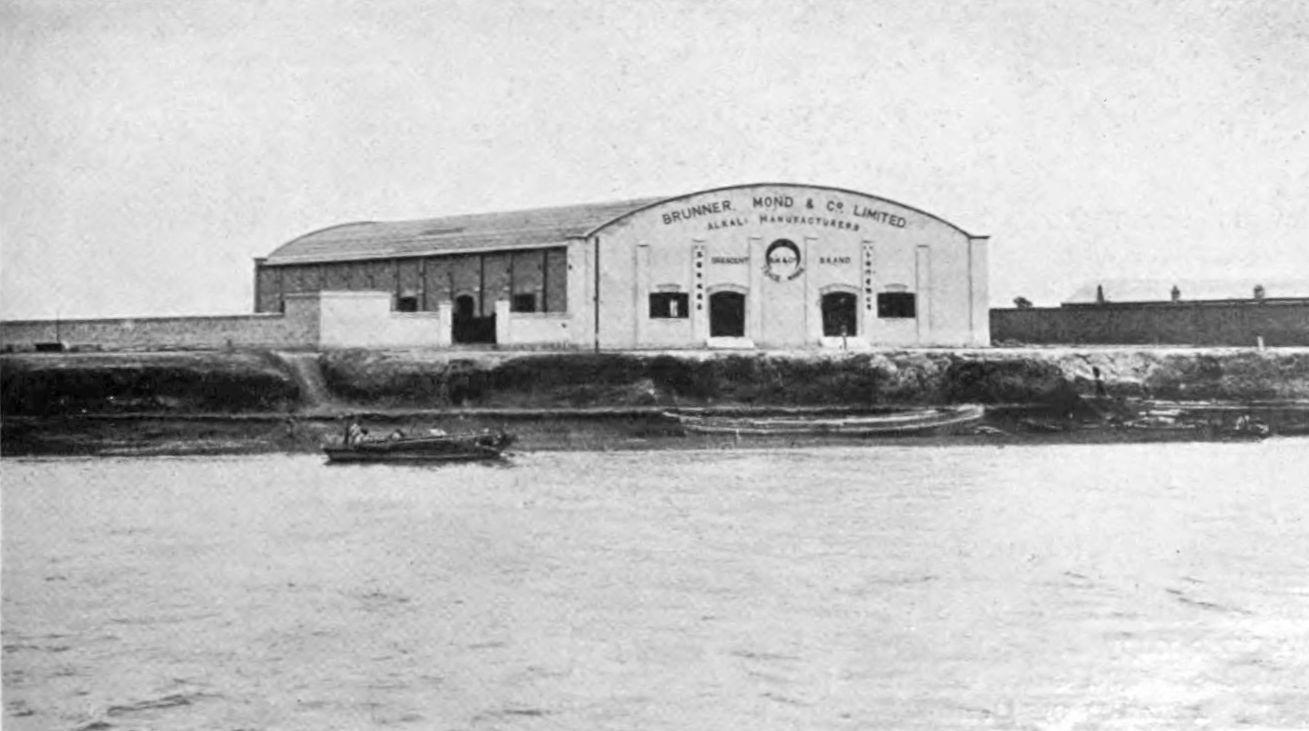
卜内门洋行洋行在天津的仓库

1911年收购了肥皂与油脂制造商Joseph Crosfield and Sons与Gossage，几年后把肥皂业务售给了联合利华。
1917年，在伦敦的TNT工厂发生了特大爆炸，即Silvertown, London exploded。
1926年，并入了新组建的帝国化学工业公司 (ICI)，成为碱业务部门（Alkali Group）。但ICI在中国仍然继续以“卜内门”名义经营。
1951年ICI碱业务部门改称Alkali Division。1964年合并了位于朗科恩的通用化学部门（General Chemicals Division）形成了门德部门（Mond Division）1986年成为纯碱产品业务部（Soda Ash Products group）。 

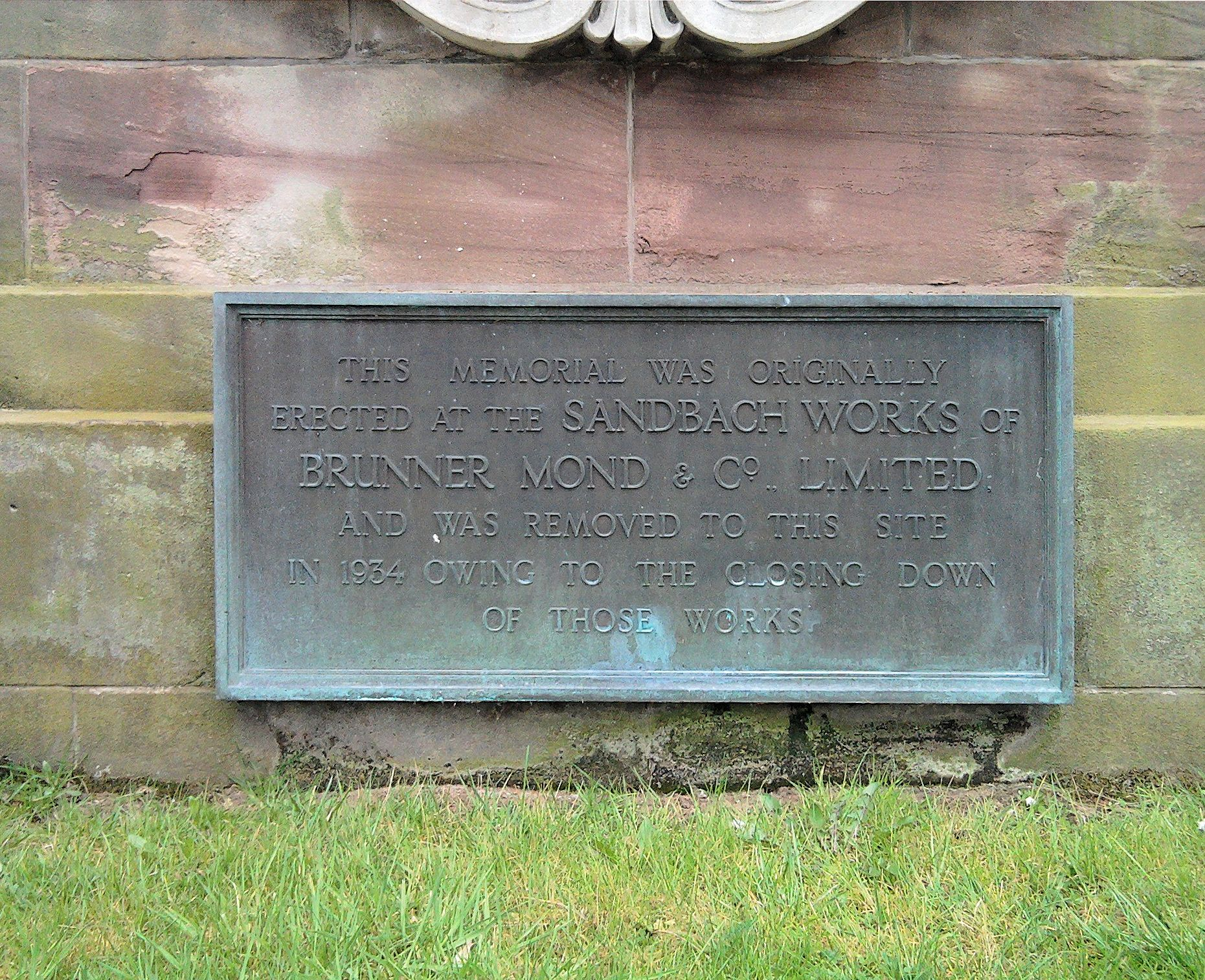
位于桑德巴奇公墓的第一次世界大战纪念牌

1991年，纯碱业务分立出来，成为了卜内门控股有限公司（Brunner Mond Holdings Limited）。1998年公司收购了荷兰阿克蘇諾貝爾的苏打纯碱生产部门作为Brunner Mond B.V.。
2006年印度塔塔化学公司收购了卜内门。
2010年收购了位于柴郡的British Salt，一家海水制盐企业。
2011年，卜内门更名为塔塔欧洲化学公司（Tata Chemicals Europe）。